# Mes deux maris
Pour plus de détails, voir Fiche technique et Distribution.
Mes deux maris est un téléfilm français réalisé par Henri Helman et diffusé en 2005.
Il s'agit d'un remake du film La Cuisine au beurre de 1963 avec Bourvil et Fernandel.

## Synopsis[1].
Après plusieurs années d'absence, un homme retourne chez lui sans savoir qu'il est considéré comme mort et que sa femme s'est remariée. Son restaurant La Belle Rascasse est devenu Le Kadran.

## Fiche technique
- Scénario : Jean-Claude Islert, Dan Mitrecey
- Durée : 100 min
- Pays :  France

## Distribution
- Natacha Amal : Christine
- Patrick Bosso : Fabien
- Bruno Slagmulder : Daniel
- Pascale Roberts : Josiane
- Guillaume Romain : Denis
- Christine Citti : Muriel
- Jean-Luc Borras : Jeff
- Xavier Aubert : Baptiste
- Gérard Dubouche : Antoine
- Emmanuelle Bataille : Madame Bertoux
- Stéphane Lévêque : Sylvain
- Claude Sese : Le maire
- Yann Roussier : Le conducteur accident
- Candide Sanchez : Le passant
- Georges Neri : Le chauffeur de taxi
- Pierre Béziers : Le docteur
- Clarisse Tennessy : La réceptionniste hôpital
- Valentine Teisseire : L'infirmière
- Edmonde Franchi : L'employée de mairie
- Dominick Breuil : Le patron brasserie

## Audience
Le téléfilm rassemble 9,7 millions de téléspectateurs en France. Il est la fiction du mercredi sur TF1 la plus regardée de l'année 2005. 